# Hate to Feel
«Hate to Feel» (англ. «Ненавижу чувствовать») — песня американской гранж-группы Alice in Chains из альбома Dirt.

## История создания
Автором текста и музыки является Лейн Стейли и является одной из двух песен (помимо Angry Chair) в альбоме Dirt полностью написанные Стейли.
В примечания к бокс-сету Music Bank Джерри Кантрелл сказал о песне:
Опять же, я очень горжусь тем, что вижу, как Лейн растет как гитарист и автор песен, создавая что-то настолько тяжелое. Он всегда был так честен в своих песнях, как и мы все. Мы не занимаемся ерундой, когда пишем музыку, а подталкиваем друг друга вслух говорить о том, о чём нужно говорить. Мы всегда были полностью за то, чтобы не держать это в себе.
Содержание песни подразумевает, что лирический герой (Стейли) прошел долгий путь от прославления героина до стадии осознания того, как наркотик влияет на него. К этому моменту он полностью осознаёт, что ошибся, связавшись с наркотиками. Если раньше наркотик позволял ему чувствовать себя счастливым и свободным, то теперь герой песни полностью зависим от него.

## Выпуск и критические отзывы
Песня была выпущена на втором студийном альбоме группы Dirt. Песня была включена в бокс-сет Music Bank (1999) и в сборник The Essential Alice in Chains (2006).
Нед Рэггетт из Allmusic отметил, что песня «показывает Alice in Chains в мрачном, темном виде нисходящего риффа, не торопясь опускаться в землю. Но между куплетами и припевом возникает резкий контраст: отрывистые, резкие риффы сочетаются с вокалом Лейна Стейли, переходящим от задумчивости к командованию и обратно». Также Рэггетт добавил: "Почти постоянная тема Dirt о наркотиках, в частности о героине, не исчезает и здесь: «Used to be curious / Now the shit’s sustenance» (с англ. —"Уколюсь для интереса / Теперь я пропитан этим дерьмом").
Рик Альбано в Classic Rock писал: «Hate to Feel» временами звучит как рок-опера и ненадолго заимствует от «Dazed and Confused» в середине".
Дон Кайл из Kerrang! описал песню как «закрученную и эпическую с огромными риффами, которые легко сопоставить с Black Sabbath и Trouble».

## Живые выступления
Впервые Alice in Chains исполнили песню «Hate to Feel» в WOW Hall в Юджине, штат Орегон 26 августа 1992 году. Композиция регулярно звучала во время гастролей группы. Последний раз песню сыграли в Hordern Pavilion в Сиднее 4 ноября 1993 году и с тех пор больше не исполнялась на концертах.

## Участники записи
- Лейн Стейли — ведущий вокал
- Джерри Кантрелл — бэк-вокал, гитара
- Майк Старр — бас-гитара
- Шон Кинни — ударные

## Примечание
1. ↑  Alice In Chains - Dirt. Discogs. Дата обращения: 5 февраля 2022. Архивировано 10 декабря 2021 года.
2. ↑  David de Sola. Alice in Chains: The Untold Story. — Macmillan, 2015-08-04. — С. 137. — 415 с. — ISBN 978-1-4668-4839-9. Архивировано 25 декабря 2021 года.
3. ↑  Буклет к сборнику Music Bank (1999)
4. ↑  Stanislav Potoczek. The Life and Music of Generation X // Ostrave Journal of English. — 2013. — Т. 5, № 1. — С. 101—102. Архивировано 29 марта 2022 года.
5. ↑  Alice In Chains - Music Bank. Discogs. Дата обращения: 5 февраля 2022. Архивировано 10 декабря 2021 года.
6. ↑  Alice In Chains - The Essential Alice In Chains. Discogs. Дата обращения: 5 февраля 2022. Архивировано 28 декабря 2021 года.
7. ↑  Hate to Feel - Alice in Chains | Song Info | AllMusic (англ.). Дата обращения: 5 февраля 2022. Архивировано 5 февраля 2022 года.
8. ↑  Ric Albano. Dirt by Alice in Chains // Classic Rock. — ISSN 1464-7834. Архивировано 5 февраля 2022 года.
9. ↑  Don Kyle. The Brutal Truth // Kerrang!. — 1992. — 3 октябрь. — ISSN 0262-6624.
10. ↑  Alice in Chains Setlist at WOW Hall, Eugene (англ.). setlist.fm. Дата обращения: 5 февраля 2022. Архивировано 5 февраля 2022 года.
11. ↑  Alice in Chains Setlist at Hordern Pavilion, Sydney (англ.). setlist.fm. Дата обращения: 5 февраля 2022. Архивировано 5 февраля 2022 года.